# Nichiren Shū
 (juillet 2020).
Si vous disposez d'ouvrages ou d'articles de référence ou si vous connaissez des sites web de qualité traitant du thème abordé ici, merci de compléter l'article en donnant les références utiles à sa vérifiabilité et en les liant à la section « Notes et références ».

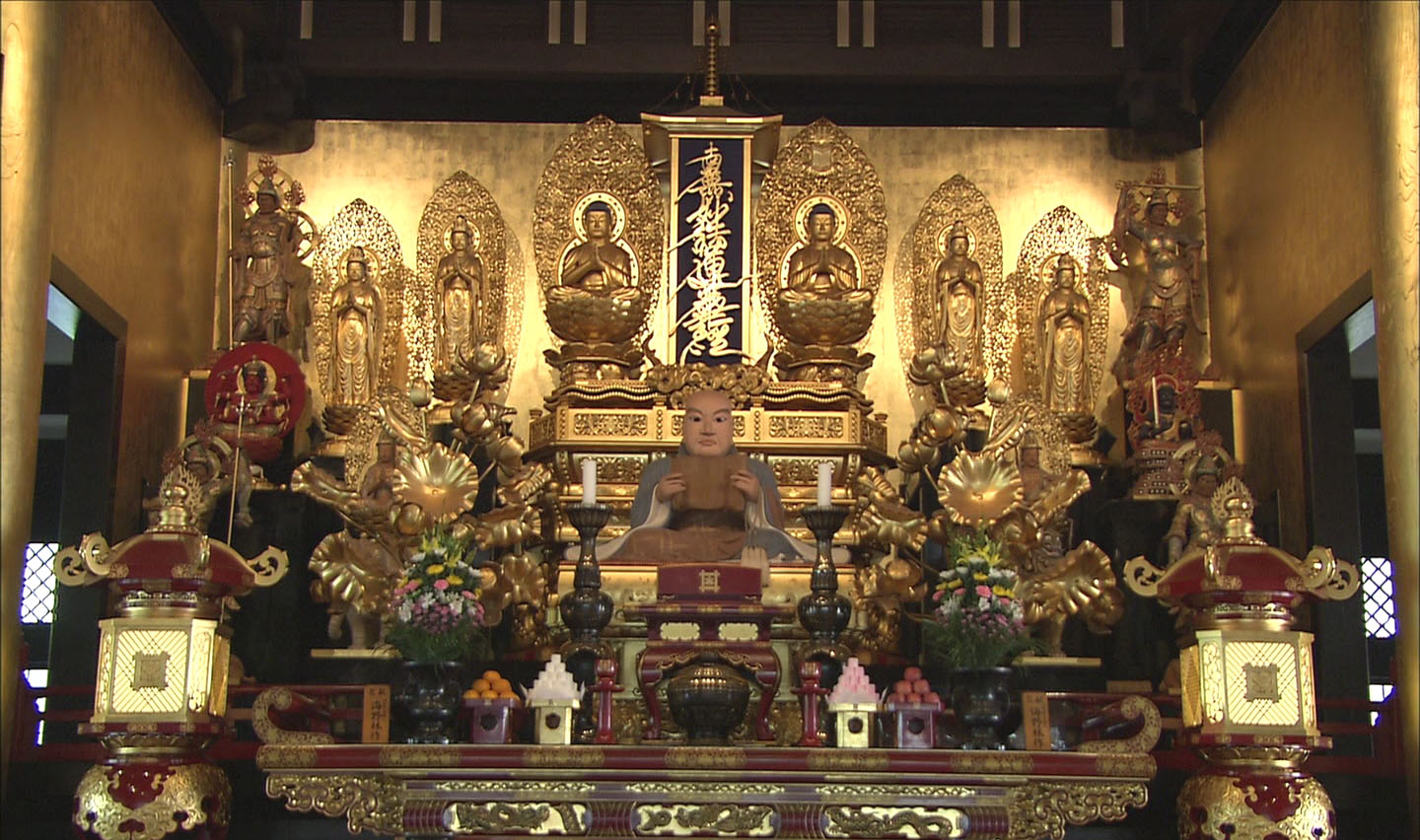
Un autel traditionnel Nichiren Shū flanqué de diverses statues, dont une représentation de Nichiren. Dans d'autres pays que le Japon, un mélange d'autres figures religieuses peut être autorisé. (Temple Kuon-ji, Mont Minobu.)

Nichiren Shū (日蓮宗: « École Nichiren ») est la plus ancienne école du bouddhisme de Nichiren, fondée par lui à l'époque de Kamakura et basée sur le culte du Sūtra du Lotus. Elle regroupe un ensemble de lignées qui remontent directement aux six disciples ayant succédé à Nichiren. Parmi eux, Nikkō Shōnin (en), « considéré par ses partisans comme le représentant « orthodoxe » de l'école », développa la Nichiren Shōshū (littéralement « école orthodoxe (ou originelle) de Nichiren ») qui considère Nichiren comme le bouddha de l’époque de Mappō.

## Origine
L'école, fondée en 1253 par Nichiren, est d'abord appelée Hokke-shū (« école du Lotus »), mais afin de la distinguer du Tendai-shū, couramment appelé Tendai Hokke-shū, le nom de Nichiren Hokke-shū est utilisé, ensuite abrégé en Nichiren-shū.

## Principes doctrinaux
La Nichiren shu vénère Nichiren comme un bodhisattva et non comme un bouddha, comme c'est le cas dans la Nichiren Shoshu. 
Elle ne considère pas les autres écoles du bouddhisme comme intrinsèquement dans l'erreur.
La Nichiren shu place Nichiren dans une position élevée en tant que le messager du bouddha éternel originel, mais ne le considère pas comme plus important que Shakyamuni. Le bouddha originel occupe la place centrale, Nichiren Shōnin, (le saint Nichiren) est le saint qui a remis Shakyamuni à la place centrale, réfutant ainsi les écoles bouddhistes qui mettent l'emphase sur d'autres bouddhas tout comme les seules pratiques ésotériques qui négligent ou sous-estiment le Sūtra du Lotus.
Le Sūtra du Lotus est la pratique supérieure, et les écrits de Nichiren appelés Gōshō (Goibun) sont considérés comme des guides pour étudier la doctrine bouddhiste. Il comprend les cinq écrits majeurs de Nichiren dans lesquels est établie la doctrine, l'objet de vénération et sa pratique, ainsi que les nombreuses lettres adressées à ses disciples. Nichiren a beaucoup écrit afin d’encourager ses disciples, et ses disciples actuels peuvent ainsi vérifier ou corriger leur compréhension de sa doctrine à travers les écrits qu'il a légués. 
La Nichiren Shu est plus sélective que la Nichiren Shoshu et la Soka Gakkai internationale quant à l'authenticité de certains gosho, à savoir les écrits de Nichiren Daishonin. Or la Nichiren Shu refuse de reconnaître certains textes qui sont acceptés par ces deux écoles, car pour elle, leur authenticité n'a pas été établie par les spécialistes[Qui ?]. 
Cela ne signifie pas que ces gosho (comme le Ongi kuden (en) ou « Recueil des Enseignements oraux ») soient rejetés, mais ils sont considérés comme secondaires par rapport aux écrits authentifiés. Une autre différence est la place dans la doctrine du daimoku (la récitation du titre du Soutra du Lotus). Le désaccord porte sur la prononciation de ce titre « Namu Myōhō Renge Kyō » au lieu de « Nam-myōhō-renge-kyō »). Il y a aussi désaccord sur le Gohonzon, le mandala associé à la récitation du Daimoku. La Nichiren Shu considère cet objet de culte et cette invocation du titre (daimoku) comme le Dharma supérieur sans ignorer pour autant les autres pratiques du bouddhisme.
Dans la Nichiren Shu sont aussi reconnues et pratiquées la méditation silencieuse, shōdai-gyō, la copie du daimoku (shakyō) ainsi que l'étude des concepts fondamentaux du bouddhisme comme les quatre nobles vérités et la prise de refuge dans les trois joyaux.
Dans la société japonaise, la Nichiren Shu représente une tradition majeure qui, contrairement à la Nichiren Shoshu, a continué à entretenir des relations avec les bouddhistes d'autres traditions.
La Nichiren Shu est basée sur la communauté des premiers disciples de Nichiren et ses temples comme le Kuon-ji sur le mont Minobu (身延山), où Nichiren vécut en exil et demanda à être enterré, ou le Ikegami Honmonji, où Nichiren décéda, ainsi que d'autres temples qui possèdent la plupart des objets ou écrits ayant appartenu à Nichiren (beaucoup étant considérés comme des trésors nationaux au Japon). 
La Nichiren Shu a commencé récemment à ordonner des non-Japonais comme représentants, afin de faire connaitre et développer le bouddhisme Nichiren en dehors du Japon. Le siège européen se situe en Italie.

## Comparaison avec d'autres écoles du bouddhisme Nichiren
Cette école est moins connue en dehors du Japon que la Nichiren Shoshu ou la Soka Gakkai.
Deux éléments principaux la distinguent de ces dernières. D'une part, la Nichiren Shu ne partage pas l'idée selon laquelle Nichiren aurait désigné son disciple Nikkō Shōnin (en) comme son seul et unique successeur.  D'autre part, sur le plan de la doctrine, la Nichiren Shū estime que la Nichiren Shōshū a transformé l'enseignement initial de Nichiren et que le seul bouddha en lequel il faut prendre refuge est le bouddha éternel Shakyamuni tel qu'il est décrit dans le chapitre 16 du Sūtra du Lotus. Nichiren reconnu comme le bodhisattva Jōgyō (Viśiṣṭacāritra (en) ou Conduite-supérieure), s'étant donné pour mission, ainsi que l'explique le chapitre 21, de maintenir dans le monde le Dharma authentique après la passation du bouddha Shakyamuni.

## Vidéos
- Minobu temple cérémonie du nouvel an
- gokito cérémonie de purification